# Philodromus johani
Philodromus johani là một loài nhện trong họ Philodromidae.
Loài này thuộc chi Philodromus. Philodromus johani được miêu tả năm 2009 bởi Muster.